# Magnus Loddgard
Magnus Loddgard (* 4. Mai 1979 in Trondheim) ist ein norwegischer Dirigent, Pianist und Korrepetitor.
Er studierte Klaver und Dirigat an der Norwegischen Musikhochschule und der Universität der Künste Berlin.
Loddgard dirigierte bereits das Osloer Philharmonie Orchester, die Norwegische Staatsoper, das Norwegische Rundfunkorchester, das Trondheim Sinfonieorchester, das Kristiansand Sinfonieorchester, die Oslo Sinfonietta, die Trondheim Sinfonietta, die Bodø Sinfonietta, das Ensemble Ernst und die Dresdner Sinfoniker.
Seine langjährige Kooperation mit Vietnam führte ihn 2012 nach Ho-Chi-Minh-Stadt, wo er den Nussknacker mit dem Ho-Chi-Minh-Opernhaus aufführte. In den beiden darauf folgenden Spielzeiten dirigierte er dort auch die Zauberflöte.
2002 gründete Loddgard das Festival Fjøsfestivalen in Melhus und war dort bis 2014 künstlerischer Direktor.
Er ist Dirigent des Ensembles neoN. 2005 bis 2012 arbeitete er als Korrepetitor und Assistent an der Norwegischen Staatsoper.
Als Pianist trat er zusammen mit dem Trondheim Sinfonieorchester, dem Kristiansand Sinfonieorchester und dem Norwegischen Rundfunkorchester auf, mit dem er 2013 das Klavierkonzert Sunburst von Jon Øyvind Ness einspielte. Die Aufnahme wurde für den Norwegischen Spellman Award nominiert.
Magnus Loddgard lebt derzeit in Berlin.